# Bareng (Pudak)
Bareng is een bestuurslaag in het regentschap Ponorogo van de provincie Oost-Java, Indonesië. Bareng telt 2093 inwoners (volkstelling 2010).